# Ariocarpus agavoides

## Loc de origine
În Tula Tamaulipas și San Luis Potosi, Mexic.

## Descriere
Cactus verde închis, semi-îngropat în pământ, de 3–8 cm diametru. Tuberculii se proiectează de la baza tulpinii, împărțindu-se, de 2–5 cm lungime și 0,5–1 cm lățime. Areola este aproape de vârfurile tuberculului, uneori cu mici spini. Florile roșu închis de 4 cm diametru. Fructul rotund, roșu purpuriu și castaniu la maturitate, de 1 cm lungime.

## Cultivare
Se îmulțește cu ajutorul semințelor și este de creștere lentă.

## Observații
A fost descoperită de inginerul Marcelino Castañeda. Fructele, “magueyitos”, erau căutate de către autohtoni pentru gustul lor dulce. Conțin aproximativ 5 alcaloizi. Temperatura medie minimă 10 °C.

## Sinonime
Neogomesia agavoidea Castañeda, 1941